# Палацо Сан Ђервазио
Палацо Сан Ђервазио (итал. Palazzo San Gervasio) је насеље у Италији у округу Потенца, региону Базиликата.
Према процени из 2011. у насељу је живело 4917 становника. Насеље се налази на надморској висини од 472 м.

## Становништво
Према резултатима пописа становништва 2011. у општини је живело 5.027 становника.
| 1931. | 1936. | 1951. | 1961. | 1971. | 1981. | 1991. | 2001. | 2011. |
| ----- | ----- | ----- | ----- | ----- | ----- | ----- | ----- | ----- |
| 7.582 | 7.825 | 8.746 | 8.222 | 6.431 | 6.474 | 6.138 | 5.184 | 5.027 |